# Szürke gyapjasmajom

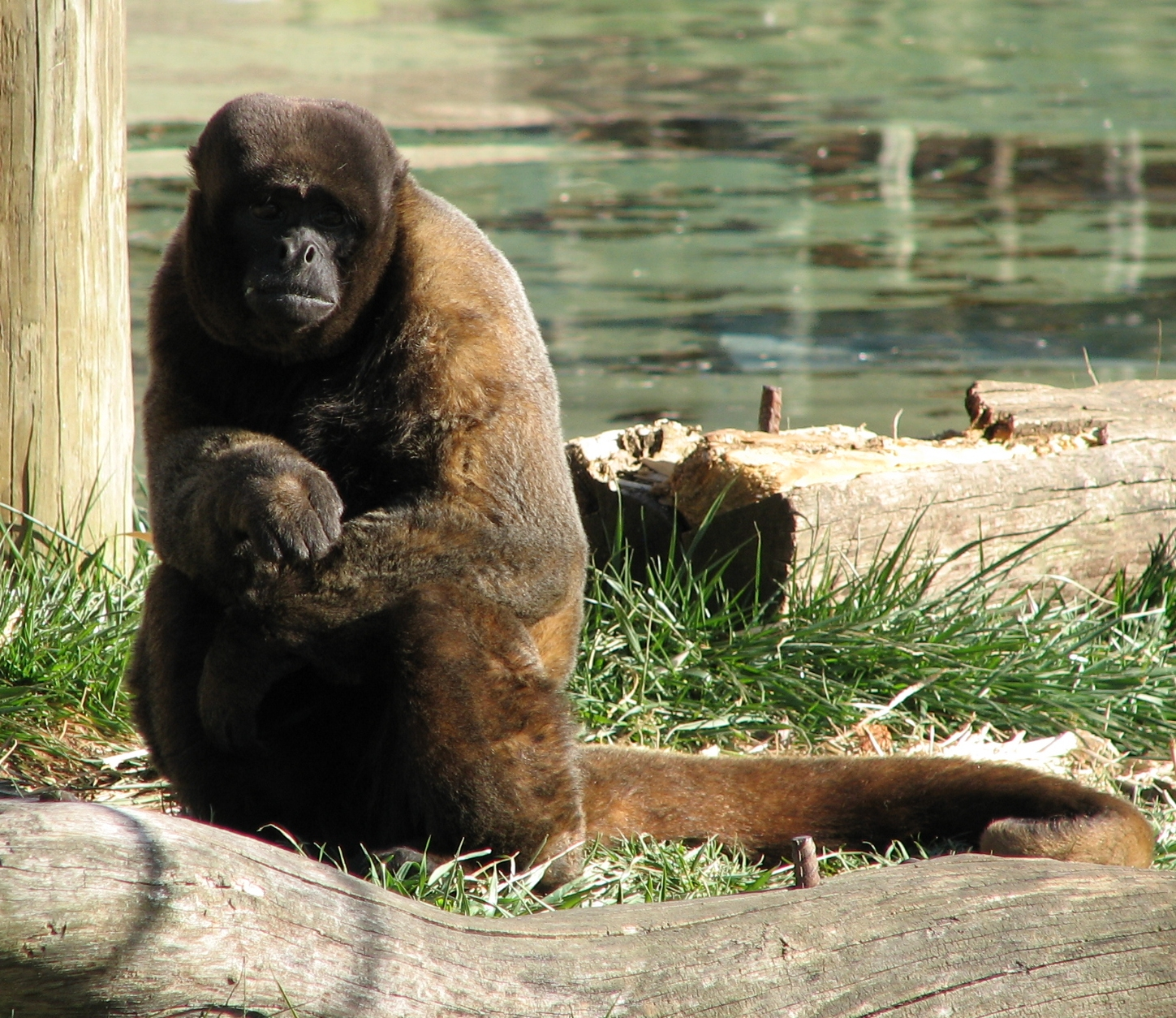

A szürke gyapjasmajom (Lagothrix lagotricha) az emlősök (Mammalia) osztályának főemlősök (Primates) rendjébe, ezen belül a pókmajomfélék (Atelidae) családjába tartozó faj.

## Előfordulása
A szürke gyapjasmajom Venezuelától Kolumbián át Ecuador keleti részén, Észak-Peru, Brazília és Bolívia érintetlen esőerdeiben található meg. Kolumbiában és Peruban a leginkább vadászott és veszélyeztetett főemlős. Bolíviában, Ecuadorban és Venezuelában ismeretlen az állomány nagysága. Az esőerdők irtása veszélyt jelent számára.

## Megjelenése
Az állat fej-törzs hossza 39-65 centiméter, farokhossza 56-77 centiméter. A hím testtömege 6,5-10,8 kilogramm, a nőstényé 5,5-8,1 kilogramm. A vastag, gyapjas, puha bunda színezete a szürke, a barna és a fekete között ingadozik. Pofája szőrtelen, sötétebb a bundánál, sőt többnyire fekete. Erős, izmos végtagjai és hosszú körmei segítségével mászik az ágakon. Farkát hosszú, dús szőrzet borítja, kivéve a végét, amely csupasz és emiatt fogásra alkalmas.

## Életmódja
A szürke gyapjasmajom nappal aktív és társas lény. Tápláléka gyümölcsök, mogyoró, levelek és rovarok. Az állat 25 évig élhet.

## Szaporodása
Az ivarérettséget 6-8 évesen éri el. A párzási időszak egész évben tart. A vemhesség 207-211 napos, ennek végén 1 kis gyapjasmajom születik. Élete első 2-4 hetében az egyetlen kölyök anyja hasi bundájába kapaszkodik. Azután felmászik a hátára és az elválasztásig ott is marad.